# Fixed at Zero (canción)
«Fixed at Zero» es el primer sencillo del álbum debut de la banda VersaEmerge, Fixed at Zero. La canción fue estrenada el 13 de julio de 2010 en Internet. Fue escrita por Blake Harnage, Sierra Kusterbeck y Dave Basset. Fue producida por este último.
El sencillo también se encuentra en el álbum recopilatorio del Warped Tour 2010, Warped Tour 2010 Tour Compilation.. 

## Información del video
El video de la canción fue dirigido por Spence Nicolson. Comienza enfocando a un buitre, y a Sierra dentro del nido de éste. Acto seguido, comienzan a tocar la canción en un lugar desconocido en el cual le llueven hojas pequeñas.